# Elixir Studios
Elixir Studios — студия разработчик который находился в Великобритании. Студия была основана в 1998 году Демисом Хассабисом который раньше работал в студии Lionhead Studios. Самое большое количество сотрудников которые работали в студии было 60 человек. Расположение студии было в Лондоне. Сама студия и ее руководитель стремились быть независимым разработчиком, создающим собственную интеллектуальную собственность. Первая игра которую создала студия была Republic: The Revolution игру выпустили в 2003 году, вторая игра была Evil Genius вышла в 2004 году.
В 2005 году студия объявила о своем закрытии. Последние два года перед закрытием студия работала над крупным проектом (игрой). Но студия не нашла издателя который бы про финансировал создания игры.
Демисом Хассабисом сказал следующие:

Похоже, что сегодняшняя игровая индустрия больше не имеет места для мелких независимых разработчиков, желающих работать над инновационными и оригинальными идеями. Единственной целью для чего была создана студия Elixir Studios это создавать уникальные игры. У студии Elixir Studios достаточно денег что бы выплатить зарплату сотрудникам за их работу и постепенно сократить штат. И организовать закрытие студии.

В марте 2006 года компания Rebellion Developments приобрела всю интеллектуальную собственность студии Elixir Studios. В том числе компания купила бренд Evil Genius.

## Игры
| Release Date | Titles                                     | Genre     | Platform(s)       |
| ------------ | ------------------------------------------ | --------- | ----------------- |
| 2003         | Republic: The Revolution                   | Стратегия | Windows, Mac OS X |
| 2004         | Evil Genius                                | Стратегия | Windows           |
| Отмененные   | Blue Vault                                 | Стратегия | Windows           |
| Отмененные   | Republic Dawn: The Chronicles of the Seven | Стратегия | Windows           |
| Отмененные   | Republic: The Revolution 2                 | Стратегия | Xbox              |
| Отмененные   | Evil Genius 2                              | Стратегия | Windows           |